# Svalbard Museum

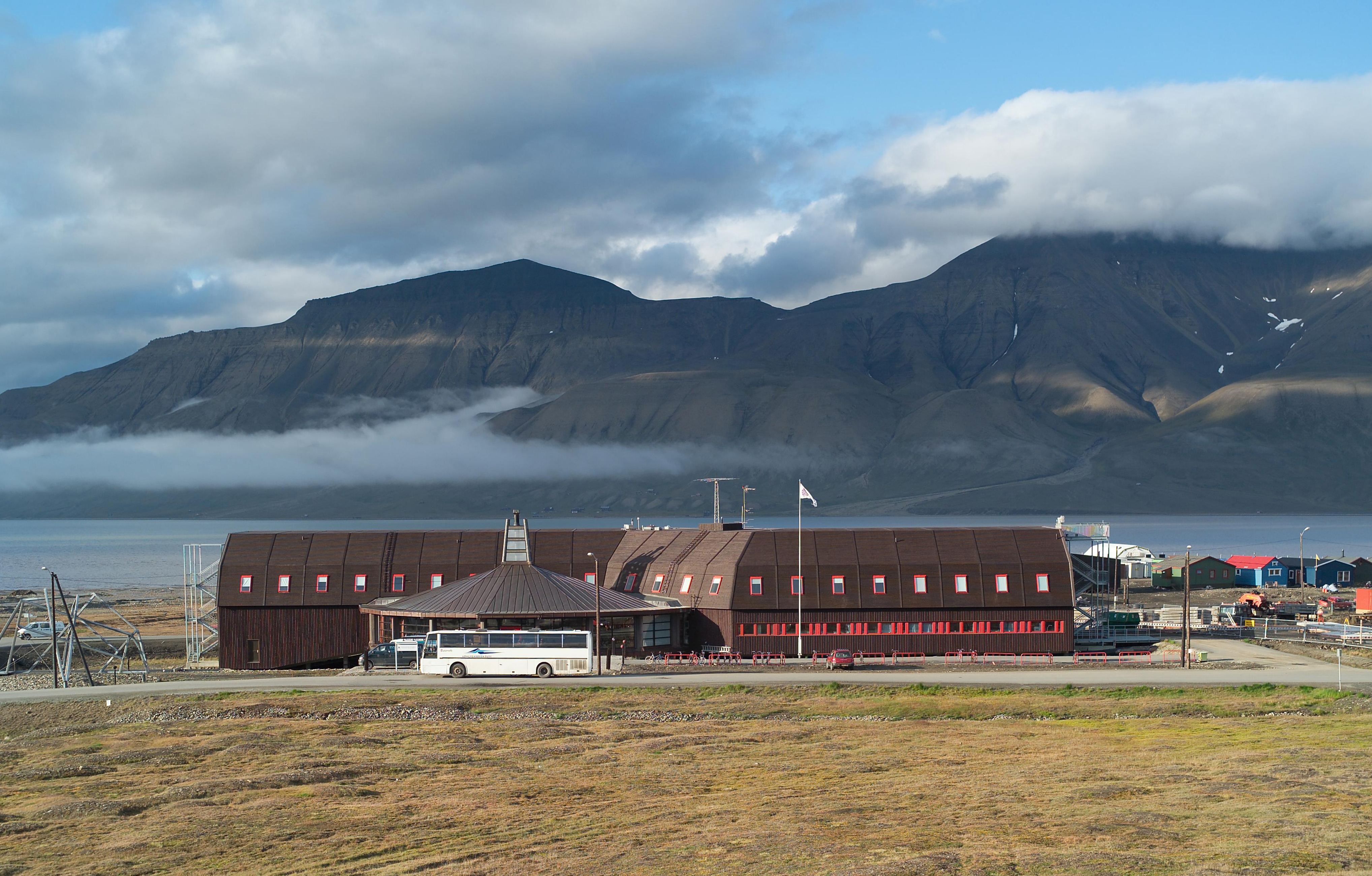
Het Svalbard Forskningspark, waarin het Svalbard Museum is ondergebracht (2003)

Het Svalbard Museum is een natuur- en cultuurhistorisch museum, dat is gevestigd in Longyearbyen op Spitsbergen.

## Beschrijving
Het Svalbard Museum werd geopend in 1979 en is een van de vier musea op Spitsbergen. Het is sinds 2006 ondergebracht in het Svalbard Forskningspark. De collectie van het Svalbard Museum bestaat uit meer dan 1700 voorwerpen, foto's, archieven, kunst en boeken.
Het museum verschaft informatie over de relaties tussen natuur, cultuur, landschap, bewoningsgeschiedenis, technologie en het milieu in het noordelijke poolgebied. Bovendien wil het Svalbard Museum bijdragen aan onderzoek naar de meer dan 400 jaar oude geschiedenis van menselijke activiteiten op Spitsbergen. Verder wil het de collecties van alle musea op Spitsbergen in een gemeenschappelijke beschrijving onderbrengen en daarmee dit materiaal eenvoudiger toegankelijk maken voor onderzoek.
In 2008 werd het museum onderscheiden met de Raad van Europa-prijs.